# Kountori
Kountori ist ein Arrondissement im Departement Atakora in Benin. Es ist eine Verwaltungseinheit, die der Gerichtsbarkeit der Gemeinde Cobly untersteht. Gemäß der Volkszählung von 2013 hatte Kountori 16.769 Einwohner, davon waren 8.054 männlich und 8.715 weiblich.